# Ania ze Złotego Brzegu
Ania ze Złotego Brzegu (ang. Anne of Ingleside) – powieść autorstwa Lucy Maud Montgomery wydana w 1939 roku. Według chronologii wydarzeń w całej serii o Ani z Zielonego Wzgórza stanowi jej szóstą część, choć wydana została jako ostatnia.

## Fabuła
Ania Blythe wraz ze swoim mężem Gilbertem Blythe’em i synem Jakubem „Jimem” Mateuszem przeprowadzają się do domu Morganów, któremu nadają nazwę „Złoty Brzeg”. Rodzi się tu piątka dzieci Blythe'ów: Walter – o nieograniczonej wyobraźni, ulubieniec Ani, bliźniaczki Anna „Nan” i Diana „Di” – ulubienica ojca (co wynikało z jej podobieństwa do matki), Shirley oraz Berta Marilla „Rilla”. Rodzinną sielankę w Złotym Brzegu zakłóca przybycie ciotki Gilberta – Marii Marianny (Mary Marii) Blythe. 
Na pierwszy plan akcji wychodzą dzieci Ani i Gilberta ze swoimi problemami, ale i Ania przeżywa swoje wzloty i upadki. We wszystkich kłopotach kulinarnych pomaga Ani wierna Zuzanna, która jest nie tylko służącą – Blythe’owie traktują ją jak członka rodziny.

### Mary Maria Blythe
Mary Maria (Maria Marianna) Blythe urodziła się w 1844 roku. Jest ciotką Gilberta – jego ojciec był jej kuzynem.
W części cyklu zatytułowanej Ania ze Złotego Brzegu, Mary Maria Blythe sprowadza się z dłuższą wizytą do domu Ani i Gilberta. Jest bardzo uciążliwym gościem. Wciąż jest z czegoś niezadowolona.
Nieustannie krytykuje, strofuje i ucisza dzieci ze Złotego Brzegu. Raz uderza Nan za powiedzenie do niej „pani Matuzalemowo”.
Jest niezadowolona z faktu, że Zuzanna Baker nie jest traktowana jak zwykła służąca, ale jak członek rodziny. Uważa, że Blythe’owie na zbyt dużo pozwalają Zuzannie. Do Ani zwraca się per „Andziu”, czego Ania nie znosi.
Ma bardzo duże wymagania co do podawanych jej potraw, a mianowicie życzy sobie, aby nie dodawano do nich cebuli (którą wszyscy mieszkańcy Złotego Brzegu bardzo lubią) – nie jest w stanie znieść nawet jej zapachu. Nie znosi „zagotowanej” esencji herbacianej.
Swoją obecnością „zatruwa” życie rodziny ze Złotego Brzegu. Jej długie „odwiedziny”, których końca nie widać, odbijają się źle nawet na Ani, która stara się być dla ciotki wyrozumiała i cierpliwa.
Mary Maria jest bardzo przeczulona na punkcie swojego wieku. Przez przypadek staje się to pośrednią przyczyną tego, że w końcu opuszcza ona Złoty Brzeg.

## Pozostali bohaterowie
- Ania Blythe
- Gilbert Blythe
- Jakub Mateusz „Jim” Blythe
- Walter Blythe
- Diana „Di” Blythe
- Ania „Nan” Blythe
- Shirley Blythe
- Berta Marilla „Rilla” Blythe
- Maryla Cuthbert
- Małgorzata (Rachela) Linde
- Diana Wright
- Krystyna Stuart
- Zuzanna Baker
- Kornelia Elliot
- Janka (Jenny) Penny
- Dalia (Delia) Green
- Dorota (Dovie) Johnson